# Farida Fahmy
Farida Fahmy (El Cairo, 1940) es una actriz de teatro y cine y bailarina de danza del vientre que alcanzó popularidad en las décadas de los 60 y 70 del siglo XX. Revolucionó el estilo e imagen de esta danza con intención de retomar sus orígenes populares. Fue cofundadora (junto con Mahmoud Reda), bailarina y directora del Reda Troupe, grupo que adaptó las danzas folklóricas egipcias para presentarlas en espectáculos. Dejó de bailar en 1983.

## Biografía
Nació en Egipto en 1940. Estudió danza clásica y danza del vientre. A los diecisiete años debutó como actriz de teatro musical con Ya Leil Ya Ein en la compañía de danza Reda Troupe, cuyo nombre cambió por el de Compañía Reda de danza tradicional de Egipto. Ha actuado además de sesenta países con su compañía, que empezó con doce bailarines y hoy cuenta con más de ciento cincuenta, y que ha formado a nuevas estrellas de la danza del vientre, como por ejemplo Raqia Hassan o Nawal Benabdellah.
Fahmi cambió la imagen de la joven bailarina dulce por la de mujer moderna, perteneciendo a la sociedad de un Egipto ya postcolonialista. Realizó investigación sobre danzas y trajes típicos de diferentes pueblos, en los que se basaba para crear nuevas coreografías.  Escribió el libro Bailar es mi vida en 2009.